# De Beghinselen der Weeghconst
De Beghinselen der Weeghconst, « Les principes de la statique », littéralement « Les principes de l'art de peser » est un livre de mécanique statique écrit par le physicien flamand Simon Stevin.

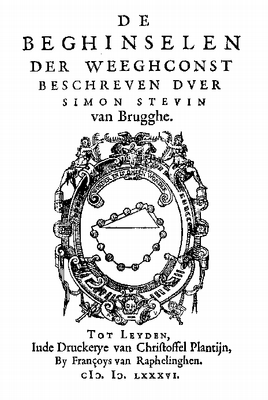
Page de garde de l'ouvrage et en illustration la Clootcransbewijs

Il est édité en 1586 en un seul volume avec De Weeghdaet (L'acte de peser), De Beghinselen des Waterwichts (Les principes d'hydrostatique) et un Anhang (Appendice).
En 1605 fut aussi publiée de Byvough der weeghconst, une autre édition.
Par le mot 'mécanique statique' ("Weeghconst") Stevin parle d'une matière théorique qu'il compare avec la géométrie ("Meetconst") et l'arithmétique ("Telconst"). Cette mécanique statique relève de la théorie de calcul des effets de poids (forces) dans des situations où différents corps se tiennent en équilibre entre eux. La mécanique statique ("weeghconst" en néerlandais moderne et "Statica" en néerlandais actuel) est une partie de la mécanique.
Willebrord Snell en traduisant Stevin en latin, a rendu le hollandais Waterwicht par hydrostatice expliqué en marge par aquam ponderare et c'est par là que ce terme s'est introduit dans l'usage.

## Contenu du livre
Le Beghinselen der Weeghconst comprend deux livres (95 pages en tout) divisés en 10 parties. 
Il commence par des définitions, puis il présente les théorèmes ("voorstel", propositions), "'t Gegheven" (ce qui est donné), "'t Begheerde" (principes) en "'t Bewys" (la preuve), comme Euclide l'avait déjà fait en géométrie.
Livre I
- Début : panégyrique, dédicace à Rodolphe II,  Uytspraeck vande Weerdicheyt der Duytsche Tael (Chapitre qui démontre l'importance du néerlandais et pourquoi cette langue doit être utilisée dans les écrits scientifiques à la place du latin), Cortbegryp (courte explication).
- Bepalinghen en Begheerten (définitions et principes)
- Théorèmes 1-4 : loi du levier
- Théorème 5-12 : équilibre d'une colonne avec des poids
- Théorème 13-18 :  suite, avec une altère, avec d'eux points d'appui
- Théorème 19 : équilibre du plan incliné, Clootcransbewijs
- Théorème 20-28 : colonne avec altères penchées et en l'air

Livre II
- Théorème 1-6 : centre de gravité de planches (triangulaire, planche droite)
- Théorème 7-13 : trapèzes, paraboles
- Théorème 14-24 : centre de gravité d'un corps (colonne, pyramide)
- L'acte de peser
- Les principes d'hydrostatique
- Appendice
- Byvough

## Édition d'Albert Girard
Dans l'édition des œuvres de Stevin publiée en 1634 par Albert Girard, le traité de statique est divisé en six livres: le premier traite de la théorie de la statique; le second de l'invention du centre de gravité; le troisième de la géométrie pratique; le quatrième de la théorie de l'hydrostatique; le cinquième de la pratique de celle-ci; le sixième de l'appendice. Dans l'hydrostatique, Stevin eut la gloire de trouver la loi de la pression des liquides sur les parois des vases et de démontrer le fameux paradoxe hydrostatique dont la découverte est attribuée à Blaise Pascal.